# Рейес, Луис
Луис Рикардо Рейес Морено (исп. Luis Ricardo Reyes Moreno; 3 апреля 1991, Нуэво-Леон, Мексика) — мексиканский футболист, полузащитник клуба «Америка» и сборной Мексики.

## Клубная карьера
Рейес — воспитанник клуба «Атлас». 17 января в матче Кубка Мексики против «Ирапуато» он дебютировал за основной состав. С 2014 года для получения игровой практики Луис на правах аренды выступал за клубы низших дивизионов и Лиги Ассенсо — «Унион де Куртидорес», «Лорос де Колима», «Кафеталерос де Тапачула», «Альтамира» и «Тампико Мадеро». Летом 2016 года Рейес вернулся в «Атлас». 17 июля в матче против «Толуки» он дебютировал в мексиканской Примере.
Летом 2018 года Рейес перешёл в столичную «Америку». 23 июля в матче против «Некаксы» он дебютировал за новый клуб.

## Международная карьера
9 февраля 2017 года в товарищеском матче против сборной Исландии Рейес дебютировал за сборную Мексики, заменив во втором тайме Хесуса Гальярдо.
В 2017 году Рейес принял участие в Кубке конфедераций в России. На турнире он сыграл в матчах против команд России и Португалии.
В том же году Луис стал бронзовым призёром Золотого кубка КОНКАКАФ. На турнире он сыграл в матчах против Сальвадора и Кюрасао.

## Достижения
Международные
 Мексика
- Золотой кубок КОНКАКАФ — 2017